# Trixoscelis mongolica
Trixoscelis mongolica är en tvåvingeart som beskrevs av Soos 1977. Trixoscelis mongolica ingår i släktet Trixoscelis och familjen myllflugor. Inga underarter finns listade i Catalogue of Life.